# Papias Musengamana
Papias Musengamana (ur. 21 sierpnia 1967 w Byimana) – rwandyjski duchowny katolicki, biskup Byumba od 2022.

## Życiorys
Święcenia kapłańskie otrzymał 18 maja 1997 i został inkardynowany do diecezji Kabgayi. Po święceniach został sekretarzem biskupim, a w latach 1999–2005 studiował w Niemczech. Po powrocie do kraju pracował krótko jako wikariusz, a następnie pełnił funkcje ekonoma diecezji (2006–2013), wikariusza generalnego (2013–2017) oraz rektora seminarium w Nyakibanda (2018–2022).
28 lutego 2022 papież Franciszek mianował go ordynariuszem diecezji Byumba. Sakry udzielił mu 14 maja 2022 kardynał Antoine Kambanda.